# Conus gisellelieae
Espèce
Conus gisellelieae est une espèce de mollusques gastéropodes marins de la famille des Conidae.
Comme toutes les espèces du genre Conus, ces escargots sont prédateurs et venimeux. Ils sont capables de « piquer » les humains et doivent donc être manipulés avec précaution, voire pas du tout.

## Taxonomie

### Publication originale
L'espèce Conus gisellelieae a été décrite pour la première fois en 2020 par les malacologistes Jeff Parsons, John Abbas et Steven Lie dans « The Festivus »,.

### Synonymes
- Conus (Eugeniconus) gisellelieae (Parsons, Abbas & Lie, 2020) · appellation alternative
- Conus nobilis gisellelieae (Parsons, Abbas & Lie, 2020) · non accepté
- Eugeniconus gisellelieae Parsons, Abbas & Lie, 2020 · non accepté
- Eugeniconus nobilis gisellelieae Parsons, Abbas & Lie, 2020 · non accepté